# Ihneumoni
Ihneumoni (znanstveno ime Herpestidae) so družina zveri, ki združuje munge, manguste, surikate in sorodne majhne, mačkam podobne plenilce, izvorno razširjene po južnih predelih Starega sveta.

## Opis
V splošnem so talne živali s kožuhom sivih ali rjavih barv, ki se zliva z okolico in pomaga prikriti žival pred plenilci. Imajo podolgovato telo z dolgim, košatim repom, ki se proti konici tanjša, in razmeroma kratkimi nogami z nevpotegljivimi kremplji. Glava se konča z dolgim, zašiljenim gobcem, uhlji pa so kratki in zaokroženi.
Prehranjujejo se oportunistično, z raznovrstnim majhnim plenom. V zavesti zahodnjakov je zasidrana predstava, da lovijo zlasti kače, za kar je zaslužna zgodba Rudyarda Kiplinga o spopadu med mungom Riki-tiki-tavijem in kobro, toda kače predstavljajo kvečjemu manjši del prehrane. Kljub temu imajo biokemični mehanizem, ki žival varuje pred kačjim strupom.
Večina vrst je samotarskih, nekateri – kot znane surikate – pa tvorijo večje skupine, ki združujejo več družinskih skupnosti, in sodelujejo pri vzreji mladičev ter oprezanju in obrambi pred plenilci, kot so šakali in ujede. Večina vrst ima zadnjične žleze, ki se odpirajo v velike zadnjične vrečke. Njihov izloček močnega vonja uporabljajo za markiranje.

## Taksonomija
Ihneumone so včasih skupaj z madagaskarskimi mungi (poddružina Galidiinae) uvrščali v družino cibetovk, zdaj pa veljajo za samostojno družino.
V družino uvrščamo 33 vrst v 14 rodovih:
- rod Atilax
  - močvirski ihneumon (Atilax paludinosus)
- rod Bdeogale
  - malajska pasja mangusta (Bdeogale crassicauda)
  - Bdeogale jacksoni
  - črnonoga pasja mangusta (Bdeogale nigripes)
- rod Crossarchus
  - kongoški kuzimanze (Crossarchus alexandri)
  - angolski kuzimanze (Crossarchus ansorgei)
  - dolgonosi kuzimanze (Crossarchus obscurus)
  - Crossarchus platycephalus
- rod Cynictis
  - lisičja mangusta (Cynictis penicillata)
- rod Dologale
  - savanski ihneumon (Dologale dybowskii)
- rod Galerella
  - Galerella flavescens
  - Galerella ochracea
  - sivi mungo (Galerella pulverulenta)
  - vzhodnoafriški mungo (Galerella sanguinea)
- rod Helogale
  - Helogale hirtula
  - pritlikavi ihneumon (Helogale parvula)
- rod Herpestes
  - kratkorepi mungo (Herpestes brachyurus)
  - indijski mungo (Herpestes edwardsi)
  - rjavi indijski mungo (Herpestes fuscus)
  - navadni mungo (Herpestes ichneumon)
  - mali indijski mungo (Herpestes javanicus)
  - nosati mungo (Herpestes naso)
  - Herpestes semitorquatus
  - rdeči mungo (Herpestes smithii)
  - račji mungo (Herpestes urva)
  - progastovrati mungo (Herpestes vitticollis)
- rod Ichneumia
  - belorepi ihneumon (Ichneumia albicauda)
- rod Liberiictis
  - liberijski mungo (Liberiictis kuhni)
- rod Mungos
  - gambijska progasta mangusta (Mungos gambianus)
  - navadna progasta mangusta (Mungos mungo)
- rod Paracynictis
  - siva mangusta (Paracynictis selousi)
- rod Rhynchogale
  - Mellerjeva mangusta (Rhynchogale melleri)
- rod Suricata
  - surikata (Suricata suricatta)